# Wiener Dom-Verlag
Die Wiener Dom-Verlag Gesellschaft m.b.H. ist ein christlicher Verlag mit Sitz am Wiener Stephansplatz. Er wurde 1947 gegründet und ist ein Tochterunternehmen der St.-Paulus-Medienstiftung der Erzdiözese Wien. Die Geschäftsführung hat Mag. Roman Gerner inne. Unter anderem erscheint hier die katholische Wochenzeitung Der Sonntag.
Seit den 2000er Jahren werden in zunehmendem Maße Belletristik und Sachliteratur verlegt. Von 2009 bis 2014 war auch Kinder- und Jugendliteratur im Programm, die dann aber vom Innsbrucker Tyrolia Verlag übernommen wurden. Publikationen des Verlages wurden wiederholt mit dem Kinder- und Jugendbuchpreis der Stadt Wien ausgezeichnet.
Zu den Autoren des Verlages gehören u. a. Paul Angerer, Alexander Dordett, Karl-Theodor Geringer, Karl Golser, Severin Grill, Alfred Missong, Joop Roeland, Gottfried Roth, Christoph Schönborn, Norbert Anton Stigler und Josef Weiland.